# Arthur von Kirchenheim

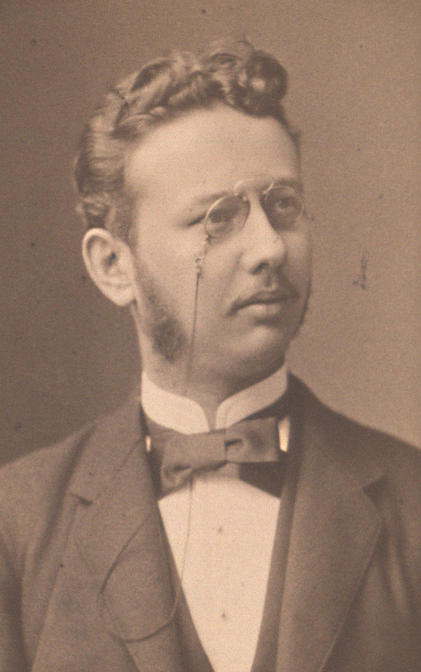
Arthur von Kirchenheim (1886)

Heinrich Adolf Paul Arthur von Kirchenheim, Geburtsname von Koscielski (* 15. April 1855 in Berlin; † 8. Januar 1924 in Heidelberg) war ein deutscher Jurist.

## Leben und Werk
Von Kirchenheim stammte aus der schlesischen Linie der polnisch-deutschen Adelsfamilie Koscielski. 1875 erhielt er die Erlaubnis, seinen Namen in Kirchenheim zu ändern. Zwischen 1874 und 1877 studierte er Rechtswissenschaft in Heidelberg, Tübingen und Berlin. 1877 promovierte er in Tübingen und wurde zum Kammergerichtsreferendar in Bernau ernannt. Er entschied sich jedoch gegen eine Laufbahn im preußischen Staatsdienst und wurde 1880 Privatdozent in Heidelberg. Seine wissenschaftlichen Leistungen wurden dort allerdings gering eingeschätzt. 1886 erhielt von Kirchenheim anlässlich der 500-Jahr-Feier der Ruprecht-Karls-Universität Heidelberg trotzdem ein Extraordinariat für Staatsrecht und Strafrecht. Er las über Verwaltungsrecht, Kirchenrecht und Strafrecht und bestritt seinen Lebensunterhalt vor allem über die Kolleggelder.
1881 begründete von Kirchenheim das Centralblatt für Rechtswissenschaft, das er bis zu seinem Tod auch herausgab. 1892 veröffentlichte er Schlaraffica politica über die Geschichte politischer Utopien. Dafür erhielt er 1893 den Kaiserlich-Russischen Sankt-Stanislaus-Orden II. Klasse. 1897 wurde er vom Landgericht Mannheim wegen Beleidigung eines Oberamtsrichters – von Kirchenheim hatte eine Entmündigte in einer Vormundschaftssache vertreten – zu einer Geldstrafe in Höhe von 400,- Reichsmark verurteilt.
Während des Ersten Weltkriegs leitete von Kirchenheim von 1914 bis 1916 nebenamtlich ein Vereinslazarett. 1920 erhielt er in Heidelberg einen Lehrauftrag für Völkerrecht. Bis zu seinem Tod 1924 las er seine Kollegs, ohne je einen Ruf auf einen Lehrstuhl erhalten zu haben.

## Schriften
- Die rechtliche Natur der Antragsdelicte. H. Laupp, Tübingen 1877.
- Die Regentschaft. Habilitationsschrift, Univ. Heidelberg. Leipzig 1880.
- Verwaltungsrechtspraktikum. Fälle und Fragen aus dem Gebiete des öffentlichen Rechts zum akademischen Gebrauche und zum Selbststudium für Juristen und Verwaltungsbeamte. Enke, Stuttgart 1883.
- Einführung in das Verwaltungsrecht. Nebst Grundriss. Enke, Stuttgart 1885.
- Strafrecht und Anthropologie. Ueber die neueste italienische Kriminalistenschule., Rome 1885.
- [Der internationale Kongress für Gefängnisswesen in Rom, 1885]. Ein Reisebericht., Leipzig 1886.
- Die Universitätsbotenanstalten des Mittelalters., (Leipzig) (1886).
- (Hrsg.): Handbibliothek des öffentlichen Rechts…, Stuttgart 1886–1888.
- Lehrbuch des deutschen Staatsrechts. Enke, Stuttgart 1887.
- Zur Reformation des Rechtsunterrichts. Verlag von Georg Böhme, Leipzig 1887.
- und Philipp Zorn: Lehrbuch des Kirchenrechts. Enke, Stuttgart 1888.
- und Alphons Rivier: Lehrbuch des Völkerrechts. Enke, Stuttgart 1889.
- Schlaraffia politica. Geschichte der Dichtungen vom besten Staate. Grunow, Leipzig 1892.
- Zur Reform des Irrenrechts. Elf Leitsätze … mit Begründung …. Wiemann, Barmen 1895.
- Prozess Kirchenheim. D. B. Wiemann, Barmen (1896).
- Die Litteratur des Strafrechts und der Kriminalpolitik 1884 bis 1894. J. C. Hinrichs, Leipzig 1896.
- Der Fall des Professors [Arthur] v. Kirchenheim in seiner Bedeutung für das Badische Beamtentum und die politischen Parteien Badens. E. Haug, Pforzheim 1897.
- L'éternelle utopie. Étude du socialisme à travers les âges. 3. Auflage. H. Le Soudier, Paris 1897.
- Der Ultramontanismus und die deutsche Reichsgesetzgebung, insbesondere das bürgerliche Gesetzbuch. Vortrag bei der XIII. Generalversammlung des Evangelischen Bundes zu Halberstadt 2. Oktober 1900. Braun, Leipzig 1900.
- Kirchenrecht. Für deutsche Theologen und Juristen. Weber, Bonn 1900.
- und Theodor Wahl: Der Synodalentag zu Worms am 31. Oktober 1904. Bericht über die Vorträge, Verhandlungen und Feiern. Moritz Diesterweg, Frankfurt a.M 1904.
- Lehrbuch des Kirchenrechts. 2. Auflage. Winter, Heidelberg 1910.
- Emil Herrmann und die preußische Kirchenverfassung. Nach Briefen und andern meist ungedruckten Quellen von A. v. Kirchenheim. Warneck, Berlin 1912.
- Bericht über das Vereinslazarett Diakonissenhaus in Heidelberg. 1914–1920. Winter, Heidelberg 1920.